# Laurin 28
Laurin 28 en segelbåtstyp, som konstruerats av Arvid Laurin. Det är en laurinkoster med valdäck

## Källhänvisningar
- Sailguide Laurin 28